# Коррегу-ду-Ору
Коррегу-ду-Ору (порт. Córrego do Ouro) — муниципалитет в Бразилии, входит в штат Гояс. Составная часть мезорегиона Центр штата Гойас. Входит в экономико-статистический микрорегион Ипора. Население составляет 2739 человек на 2006 год. Занимает площадь 462,302 км². Плотность населения — 5,9 чел./км².

## История
Город основан в 1934 году.

## Статистика
- Валовой внутренний продукт на 2003 год составляет 19 861 317,00 реалов (данные: Бразильский институт географии и статистики).
- Валовой внутренний продукт на душу населения на 2003 год составляет 6976,23 реалов (данные: Бразильский институт географии и статистики).
- Индекс развития человеческого потенциала на 2000 год составляет 0,726 (данные: Программа развития ООН).